# ری یونگ ئه
ری یونگ ئه (کره‌ای: 리영애; هانجا: 李英愛؛ زادهٔ ۴ نوامبر ۱۹۶۵) ورزشکار پرش طول اهل کره شمالی است. بهترین رکورد شخصی پرش او ۶٫۷۹ متر بود که در مه ۱۹۸۸ در کوالا لامپور به آن دست یافت. این عدد رکورد کنونی کره شمالی در این زمینه است. او همچنین رکورد ملی دو ۱۰۰ متر را در اختیار دارد.

## دستاوردها
| سال               | مسابقه            | محل برگزاری         | مقام              | رویداد            | توضیحات           |
| نماینده کره شمالی | نماینده کره شمالی | نماینده کره شمالی   | نماینده کره شمالی | نماینده کره شمالی | نماینده کره شمالی |
| ----------------- | ----------------- | ------------------- | ----------------- | ----------------- | ----------------- |
| ۱۹۸۷              | قهرمانی آسیا      | سنگاپور، سنگاپور    | سوم               | پرش طول           | [ ۳ ]             |
| ۱۹۹۰              | بازی‌های آسیایی    | پکن، چین            | سوم               | پرش طول           | [ ۴ ]             |
| ۱۹۹۱              | قهرمانی آسیا      | کوالا لامپور، مالزی | اول               | پرش طول           | 6.79 CR NR        |